# Arthur McMaster
Pas d'image ? Cliquez ici

b Matchs officiels uniquement.
Arthur Wallace McMaster, né le 2 décembre 1945 à Ballymena en Irlande du Nord, est un joueur de rugby à XV, sélectionné en équipe d'Irlande de 1972 à 1976 au poste d'ailier. 

## Biographie
Arthur McMaster honore sa première cape internationale le 29 janvier 1972 dans un match contre la France dans le cadre du Tournoi des Cinq Nations. Son dernier match international a lieu le 5 juin 1976 contre la Nouvelle-Zélande. Arthur McMaster fait partie de l'équipe d'Irlande qui gagne le Tournoi en 1973 et en 1974, sous la conduite de son capitaine Willie-John McBride.

## Palmarès
- Vainqueur du Tournoi des Cinq Nations en 1973 (victoire partagée) et en 1974.

## Statistiques en équipe nationale
- 18 sélections
- 8 points (2 essais)
- Sélections par année : 3 en 1972, 5 en 1973, 4 en 1974, 2 en 1975, 4 en 1976.
- Cinq Tournois des Cinq Nations disputés : 1972, 1973, 1974, 1975, 1976.